# Pedro Carrasco Garrorena
Pedro Carrasco Garrorena, (Badajoz, 17 de novembre de 1883 - Mèxic D.F., 23 d'octubre de 1966) va ser un físic i astrònom espanyol, acadèmic de la Reial Acadèmia de Ciències Exactes, Físiques i Naturals.

## Biografia
Va cursar els Estudis de Ciències Físiques en la Universitat Central de Madrid, on es va doctorar el 1905. El 1917 va obtenir la Càtedra de Física-Matemàtica de la mateixa Universitat i arribà a ser-ne degà de la Facultat de Ciències. Va treballar en l'Observatori Astronòmic de Madrid, del que en va arribar a ser director. El 1929 va ingressar a la Reial Acadèmia de Ciències Exactes, Físiques i Naturals amb el discurs "La investigación de periodicidades y la actividad solar". També fou vicepresident de la Reial Societat Espanyola de Física i Química.
Es va distingir pels seus treballs científics en astronomia, publicant en les més prestigioses revistes científiques. Va destacar en els seus estudis sobre la corona solar. També va publicar els més detallats articles a Espanya sobre les tres conferències que va oferir Albert Einstein a Madrid.
Amb el final de la Guerra Civil, va haver d'exiliar-se en Mèxic, formant part de la Junta de Cultura Espanyola. Allí va accedir com a professor a la Universitat Nacional Autònoma i a la Universitat de Morelia.
Era germà del també astrònom Rafael Carrasco Garrorena i del pintor Ángel Carrasco Garrorena